# 서피스 프로 X
서피스 프로 X(Surface Pro X)는 마이크로소프트가 개발한 2-in-1 분리형 태블릿 컴퓨터이다. 2019년 10월 2일 서피스 프로 7과 서피스 랩탑 3과 함께 개발되었다. 업데이트된 하드웨어는 2020년 10월 1일과 2021년 9월 22일에 서피스 랩탑 Go와 서피스 액세서리와 함께 발표되었다. 이 장치는 $899.99/£849.99부터 시작한다.
서피스 프로 X는 마이크로소프트 SQ1 또는 SQ2 ARM 프로세서를 탑재하고 있는데, 이 프로세서는 x86 맥북 에어보다 3배 더 성능이 뛰어나며 배터리 수명도 13시간이다. 이는 기존 x86 프로세서에 비해 ARM 프로세서의 전력 효율이 높아졌기 때문이다. 마이크로소프트는 이전에 단종된 서피스 RT와 윈도우 폰 장치에 ARM 프로세서를 사용했다.
마이크로소프트는 이제 2021년 9월 22일 서피스 이벤트에서 발표한 대로 와이파이 전용 버전의 장치를 제공한다.

## 하드웨어와 디자인
서피스 프로 X는 서피스 프로 7과 함께 서피스 프로 라인업에 7번째 추가되었다. 마이크로소프트는 서피스 프로 X의 배터리가 최대 13시간까지 사용할 수 있다고 주장한다.
서피스 프로 6에 비해 서피스 프로 X는 더 슬림하고 가장자리가 둥글며, 플래티넘과 블랙 마감으로 매트한 블랙 마감 구성이 특징이다. 이 장치에는 USB-C 포트 2개, eSIM 및 LTE용 SIM 카드 슬롯, 이동식 SSD, 충전을 위한 서피스 커넥트 포트가 포함되어 있습니다. 태블릿에는 마이크로SD 카드 슬롯과 헤드폰 잭이 없으므로 사용자는 동글과 USB-C 또는 블루투스 지원 헤드폰을 사용해야 한다.
이 장치의 화면은 13인치 터치스크린 디스플레이로, 다른 서피스 프로 장치들에 비해 베젤이 더 작다.
이 장치는 각각 스냅드래곤 8cx Gen 1 및 Gen 2 프로세서를 기반으로 퀄컴이 공동 개발한 마이크로소프트 SQ1 또는 SQ2 ARM 프로세서를 사용합니다. Qualcomm X24 LTE 모뎀도 두 프로세서용 장치에 탑재되어 있다.

## 소프트웨어
서피스 프로 X는 ARM 기반 버전의 윈도우 10이 미리 설치되어 있으며, ARM32, ARM64 UWP와 마이크로소프트 스토어 또는 기타 소스의 데스크톱 앱을 지원한다. x86 응용 프로그램은 에뮬레이션을 통해 실행할 수 있으며 윈도우 RT의 주요 문제를 해결한다. x64 응용 프로그램의 에뮬레이션은 이미 테스트를 위해 윈도우 참가자 프로그램에서 사용할 수 있는 다가오는 기능이다. 또한 윈도우 10의 Pro 또는 Enterprise 에디션을 실행하는 Surface Pro X와 같은 ARM64 장치에 Hyper-V를 설치할 수 있다.